# Jacques Voncke
Jacques Voncke is een Belgisch ingenieur architect die vooral naamsbekendheid verwierf met de uitbreiding van het station Antwerpen-Centraal. Hij is tevens medeoprichter van het architectenbureau SIGNUM.
Hij behaalde zijn diploma aan de Universiteit Gent.